# Abklatschpräparat
Als Abklatschpräparat bezeichnet man die Entnahme einer Probe von einer biologischen Oberfläche, die auf einen Objektträger aufgebracht und dann – nativ oder nach Anfärbung – direkt unter dem Mikroskop untersucht wird. Abklatschpräparate werden vor allem in der Dermatologie und Onkologie hergestellt und ermöglichen eine schnelle und kostengünstige Diagnostik.
Zur Probenentnahme kann der Objektträger selbst auf das zu untersuchende Areal (beispielsweise eine geschwürige Hautveränderung oder ein Tumoranschnitt) gedrückt werden, bei stark nässenden Läsionen empfiehlt sich ein vorheriges vorsichtiges Trockentupfen. Dreh- oder Abstreifbewegungen sind bei der Probenentnahme zu vermeiden, da sie zur Zellzerstörung führen können. Alternativ kann der Abklatsch indirekt mit einem durchsichtigen Klebestreifen erfolgen. Letzteres wird vor allem zur Diagnostik oberflächlich lebender, beweglicher Parasiten wie Raubmilben oder zum Nachweis von Bakterien, Dermatophyten und Hefen in Hautläsionen durchgeführt. Der Klebestreifen wird dann, gegebenenfalls nach Anfärbung, auf einen Objektträger aufgebracht.